# Hemisotoma
Genre
Hemisotoma est un genre de collemboles de la famille des Isotomidae.

## Liste des espèces
Selon Checklist of the Collembola of the World (version du 29 août 2019) :
- Hemisotoma bibasiosetis (Potapov & Stebaeva, 1999)
- Hemisotoma bituberculata (Wahlgren, 1906)
- Hemisotoma orientalis (Stach, 1947)
- Hemisotoma pontica (Stach, 1947)
- Hemisotoma posteroculata (Stach, 1947)
- Hemisotoma similis (James, 1933)
- Hemisotoma subpontica Thibaud, 2010
- Hemisotoma thermophila (Axelson, 1900)
- Hemisotoma tribasiosetis (Potapov & Stebaeva, 1999)

## Publication originale
- Bagnall, 1949 : Contributions toward a knowledge of the Isotomidae (Collembola). VII–XV. Annals & Magazine of Natural History, sér. 12, vol. 2, p. 82–96.